# Pristiphora frigida
Pristiphora frigida är en stekelart som först beskrevs av Karl Henrik Boheman 1865.  Pristiphora frigida ingår i släktet Pristiphora, och familjen bladsteklar. Arten är reproducerande i Sverige.